# Henry DeMond
Henry DeMond est un monteur américain né le 24 août 1908 au Massachusetts (États-Unis d’Amérique), décédé le 17 décembre 1977 à Woodland Hills (Los Angeles).

## Filmographie
- 1946 : Honeymoon Blues
- 1947 : Meet Mr. Mischief
- 1947 : Brideless Groom
- 1947 : Wedlock Deadlock
- 1948 : Shivering Sherlocks
- 1948 : Six-Gun Law (it)
- 1948 : Pardon My Clutch
- 1948 : Squareheads of the Round Table
- 1948 : Eight-Ball Andy
- 1948 : Tall, Dark and Gruesome
- 1948 : The Hot Scots
- 1948 : Mummy's Dummies
- 1948 : Crime on Their Hands
- 1949 : Who Done It?
- 1949 : Vagabond Loafers
- 1950 : Punchy Cowpunchers
- 1950 : Studio Stoops
- 1950 : A Snitch in Time
- 1952 : A Missed Fortune
- 1955 : Hold Back Tomorrow
- 1957 : Maverick (série TV)
- 1958 : Flight (série TV)
- 1961 : Monsieur Ed, le cheval qui parle ("Mister Ed") (série TV)